# Numquam nega raro adfirma
La frase latina numquam nega raro adfirma (contrazione di numquam nega raro adfirma distingue frequenter, la cui traduzione in italiano è non negare mai, afferma raramente, distingui frequentemente) è uno dei motti della Compagnia di Gesù di Sant'Ignazio di Loyola, rappresentativo di una impostazione morale dell'et et. 
Nel Settecento vi fu una storica contrapposizione tra lassismo gesuitico e rigorismo giansenista. 
Un ritorno di popolarità del  motto sui media lo si è avuto sulla stampa per riferire di un diverso atteggiarsi del cardinale Carlo Maria Martini, che è stato appunto gesuita, nei confronti dei testi di Benedetto XVI, quando era ancora solo il cardinal Ratzinger. 